# Dominic Adiyiah
Dominic Adiyiah (Accra, 29. listopada 1989.) bivši je ganski nogometaš. 
Godine 2009. je Adiyiah osvojio zlato s ganskom nogometnom reprezentacijom so 20 godina na Svjetskom prvenstvu u Egiptu. Bio je najkorisniji igrač i najbolji strijelac turnira s 8 postignutih golova.

## Vanjske poveznice
- Profil na Transfermarktu
- Profil na Soccerwayu